# Complexul Energetic Hunedoara
Complexului Energetic Hunedoara (CEH) este o companie energetică din România, înființată în septembrie 2012 prin fuziunea dintre Electrocentrale Deva și Electrocentrale Paroșeni.
La finalul lunii februarie 2013, compania a fuzionat cu Societatea Națională a Huilei Petroșani, structură desprinsă la sfârșitul anului 2012 din Compania Națională a Huilei (CNH).
Compania nou formată a plecat cu patru din cele șapte mine ale CNH, respectiv Livezeni, Lonea, Vulcan și Lupeni.
În anul 2013, Complexul Energetic Hunedoara asigura circa 5% din producția de energie a României și avea circa 7.000 de angajați.
Număr de angajați:
- 2016: 6.000 [4]
- 2014: 6.600 [5]